# هامورو میتسوکو
هامورو میتسوکو ((به ژاپنی: 葉室 光子 Hamuro Mitsuko)؛ ۳ فوریه ۱۸۵۳ – ۲۲ سپتامبر ۱۸۷۳) درباری اهل امپراتوری ژاپن و نخستین سوکوشیتسوی امپراتور میجی بود.